# 佐々木道夫
佐々木 道夫（ささき みちお　1957年（昭和32年）3月7日 - ）は、日本の実業家。

## 来歴
キーエンスの社長に40代で就任。10年に亘り務め、ジャストシステムとの資本・業務提携などを手掛けた。同社の躍進ぶりが注目され、『日経スペシャル カンブリア宮殿』（TV東京）などにも出演した。

## 略歴
- 1957年 – 秋田県にて出生。
- 1981年 - 明治大学政治経済学部卒業。リード電機（現キーエンス)入社。
- 1992年 - KS事業部長
- 1999年 - 取締役APSULT事業部長
- 2000年 - 代表取締役社長
- 2010年 - 取締役特別顧問

## テレビ出演
- 日経スペシャル カンブリア宮殿 「付加価値で儲けろ！ ～高収益を生む営業　教えます～」（2007年8月13日、テレビ東京）- キーエンス社長として出演[1]。

## 参考
- カンブリア宮殿